# Bernhard von Fumetti
Bernhard Julius von Fumetti (* 1. November 1825 in Esens, Ostfriesland; † 19. Juli 1907 in Hannover) war ein deutscher Verwaltungsjurist und zuletzt Landrat des Kreises Ilfeld.

## Leben
Fumetti studierte Rechtswissenschaften an der Universität Göttingen und wurde dort Mitglied des Corps Bremensia. 1859 wurde er Vorstand der neu errichteten Polizeidirektion Emden. Zeitweilig war er auch Hilfsbeamter des Amts und Bürgermeister der Stadt Moringen. 1865 zum Polizeirat ernannt, wurde er Verwalter der Polizeidirektion Harburg und 1867 Vorstand der dortigen Polizeidirektion.
1869 erhielt er die Stelle eines Amtshauptmanns des Amts Hohnstein in Ilfeld. 1885 wurde er Landrat des Kreises Ilfeld, zuletzt mit dem Titel eines Geheimen Regierungsrats. Im Mai 1900 trat er in den Ruhestand, den er in Hannover verbrachte. Fumetti war langjähriges Mitglied des hannoverschen Provinziallandtags. Er starb in Hannover und wurde in Ilfeld beigesetzt.